# Emily Gravett
Emily Gravett est une  illustratrice et écrivaine et britannique de littérature jeunesse.

## Biographie
Emily Gravett est née à Brighton, en Angleterre. Elle est la deuxième enfant d'un graveur et d'une professeure d'art. Après le divorce de ses parents, elle part vivre avec sa mère, mais cela ne l'empêche pas d'aller dessiner dans les musées en compagnie de son père. Sa fibre artistique se réveille assez tôt, ce qui la mène à  arrêter ses études après le bac et voyager pendant 8 ans dans tout le Royaume-Uni.
Dans ce long séjour, elle rencontre son compagnon, Mik, avec qui elle s'installe Pays de Galles vers 1997. Après avoir eu une petite fille Oleander (Olly), elle « réalise qu'elle veut avoir une carrière et que sa seule compétence était dessiner ». Elle décide d'intégrer un cursus d'Art à  l’université de Brighton.

## Carrière
Les Loups (Wolves en anglais), son premier album, a été réalisé dans le cadre de ses études. Pour cette œuvre, Emily Gravett a remporté en 2004 le prix Macmillan du meilleur illustrateur, et la Médaille Kate Greenaway 2005. Grâce à ce prix l'album a donc été publié en 2005 alors qu’elle était à peine sortie de l’université.
L'année d'après (officiellement en 2007), son livre Orange comme poire (Orange pear, apple bear en anglais) atteint la présélection pour la Médaille Kate Greenaway, un prix décerné par les professionnels de bibliothèque . Elle gagne une seconde fois la même médaille en 2008 pour son quatrième livre Le grand livre des peurs (Big Book of Fears en anglais). Son cinquième album Mon singe et moi (Monkey and Me en anglais) se retrouve dans sélection du prix Greenaway.
En 2008, elle est désignée comme illustratrice officielle du World Book Day (United Kingdom) au Royaume-Uni et en Irlande, un événement soutenu par l'UNESCO pour promouvoir la lecture, la publication et les droits d'auteur à travers le monde. 
En 2016, elle reçoit le Premio nazionale Nati per Leggere du Salon international du livre (Turin) pour Une fois encore !.
En 2020 et en 2021, elle est sélectionnée pour le prestigieux prix suédois, le Prix commémoratif Astrid-Lindgren.

## Œuvres

### Auteure et illustratrice
- Les Loups, Kaléidoscope, 2005.
- Chers Maman et papa, Kaléidoscope, 2006.
- Le grand livre des peurs, Kaléidoscope, 2007.
- Mon singe et moi, Kaléidoscope, 2007.
- Drôle d'œuf, Kaléidoscope, 2008.
- Sortilèges, Kaléidoscope, 2008.
- Les Chiens, Kaléidoscope, 2009.
- Orange pomme poire, Kaléidoscope, 2009.
- Le Problème avec les lapins, Kaléidoscope, 2009.
- Caméléon bleu, Kaléidoscope, 2010
- Le loup ne nous mangera pas, Kaléidoscope, 2011
- Une fois encore !, Kaléidoscope, 2011
- Le chat de Mathilde, Kaléidoscope, 2012
- Le grand livre des bêtes Kaléidoscope, 2013
- Lièvre et Ours, Kaléidoscope, 2015
- Lièvre et Ours vont à la pêche, Kaléidoscope, 2015
- Lièvre et Ours sous la neige, Kaléidoscope, 2015
- Où est Ours ?, Kaléidoscope, 2016
- Le grand ménage, Kaléidoscope, 2016
- Lièvre et Ours : c'est à moi !, Kaléidoscope, 2016
- Superflu, Kaléidoscope, 2020

### Illustratrice
- Julia Donaldson, Bébé des cavernes, traduit de l'anglais par Élisabeth Duval, Kaléidoscope, 2010
- A. F. Harrold,  Amanda et les amis imaginaires, roman jeunesse ((en) Imaginary (2014) traduit de l'anglais par Isabelle Perrin, Seuil, 2015

## Prix et distinctions
- Prix Macmillan 2004 du meilleur illustrateur[3] pour Les Loups (Wolves)
- Médaille Kate Greenaway 2005[6] pour Les Loups
- Médaille Kate Greenaway 2008[6]Le Grand livre des peurs (Little Mouse's Big Book of Fears)
- Prix Bernard Versele[7] 2010 pour Drôle d'oeuf
- Finaliste Médaille Kate-Greenaway 2012[8] pour Le loup ne nous mangera pas (Wolf Won’t Bite)
- Finaliste Médaille Kate-Greenaway 2013[8] pour Une fois encore ! (Again!)
- Premio nazionale Nati per Leggere[4] 2016 du Salon international du livre (Turin) pour Une fois encore !
- Finaliste Médaille Kate-Greenaway 2017[9] pour Le grand ménage (Tidy)
- Sélection pour le Prix commémoratif Astrid-Lindgren[5] en 2020 et 2021
- Finaliste Médaille Kate-Greenaway 2022[10] pour Too Much Stuff